# Liste des monuments nationaux du district de Faro
Cet article recense les monuments nationaux du district de Faro, au Portugal.

## Liste
| Site                                                  | Municipalité               | Identifiant | Coordonnées                        | Image |
| ----------------------------------------------------- | -------------------------- | ----------- | ---------------------------------- | ----- |
| Ribat d'Arrifana                                      | Aljezur                    | 13246353    | 37° 19′ 13″ nord, 8° 52′ 35″ ouest |       |
| Château de Castro Marim                               | Castro Marim               | 70377       | 37° 13′ 07″ nord, 7° 26′ 31″ ouest |       |
| Fort de São Sebastião de Castro Marim                 | Castro Marim               | 70936       | 37° 13′ 00″ nord, 7° 26′ 36″ ouest |       |
| Arco da Vila (pt)                                     | Faro                       | 69805       | 37° 00′ 53″ nord, 7° 56′ 06″ ouest |       |
| Ruines romaines de Milreu                             | Faro                       | 70255       | 37° 05′ 43″ nord, 7° 54′ 14″ ouest |       |
| Couvent de Nossa Senhora da Assunção de Faro          | Faro                       | 70525       | 37° 00′ 46″ nord, 7° 56′ 02″ ouest |       |
| Église de Estômbar                                    | Lagoa                      | 70669       | 37° 08′ 47″ nord, 8° 29′ 15″ ouest |       |
| Église Saint-Antoine (pt)                             | Lagos                      | 69860       | 37° 05′ 58″ nord, 8° 40′ 17″ ouest |       |
| Église Saint-Sébastien                                | Lagos                      | 69861       | 37° 06′ 14″ nord, 8° 40′ 26″ ouest |       |
| Château de Lagos (pt)                                 | Lagos                      | 70535       | 37° 05′ 50″ nord, 8° 40′ 18″ ouest |       |
| Église Matriz de Loulé                                | Loulé                      | 70412       | 37° 08′ 15″ nord, 8° 01′ 25″ ouest |       |
| Château de Loulé (pt)                                 | Loulé                      | 70497       | 37° 08′ 22″ nord, 8° 01′ 26″ ouest |       |
| Église da Misericórdia de Loulé                       | Loulé                      | 70614       | 37° 08′ 20″ nord, 8° 01′ 28″ ouest |       |
| Église da Graça                                       | Loulé                      | 70615       | 37° 08′ 20″ nord, 8° 01′ 28″ ouest |       |
| Villa romaine de Quinta da Abicada                    | Portimão                   | 69702       | 37° 09′ 05″ nord, 8° 35′ 48″ ouest |       |
| Monuments mégalithiques d'Alcalar                     | Portimão                   | 70254       | 37° 11′ 57″ nord, 8° 35′ 17″ ouest |       |
| Puits-citerne arabe de Silves                         | Silves                     | 69722       | 37° 11′ 20″ nord, 8° 26′ 20″ ouest |       |
| Cathédrale de Silves                                  | Silves                     | 69825       | 37° 11′ 24″ nord, 8° 26′ 19″ ouest |       |
| Croix de Portugal (pt)                                | Silves                     | 69826       | 37° 11′ 40″ nord, 8° 25′ 56″ ouest |       |
| Château de Silves                                     | Silves                     | 70541       | 37° 11′ 28″ nord, 8° 26′ 16″ ouest |       |
| Murailles et Porta da Almedina de Silves              | Silves                     | 72809       | 37° 11′ 20″ nord, 8° 26′ 22″ ouest |       |
| Château de Tavira (pt)                                | Tavira                     | 70656       | 37° 07′ 32″ nord, 7° 39′ 07″ ouest |       |
| Église de Santa Maria do Castelo                      | Tavira                     | 71119       | 37° 07′ 31″ nord, 7° 39′ 07″ ouest |       |
| Forteresse de Sagres                                  | Vila do Bispo              | 70550       | 36° 59′ 52″ nord, 8° 56′ 56″ ouest |       |
| Chapelle Nossa Senhora de Guadalupe de Raposeira (pt) | Vila do Bispo              | 70690       | 37° 05′ 01″ nord, 8° 51′ 54″ ouest |       |
| Monuments de Quinta da Nora et Herdade da Marcela     | Vila Real de Santo António | 70411       | 37° 10′ 17″ nord, 7° 33′ 40″ ouest |       |